# Armin Gigović
Armin Gigović, né le 6 avril 2002 à Lund en Suède, est un footballeur international bosnien qui joue au poste de milieu défensif au BSC Young Boys.

## Biographie

### Carrière en club

#### Helsingborgs IF
Né à Lund en Suède, Armin Gigović est formé par le club du Landskrona BoIS avant de rejoindre en 2017 l'Helsingborgs IF où il poursuit sa formation. C'est avec ce club qu'il fait ses débuts en professionnel, jouant son premier match le 15 juillet 2019, lors d'une rencontre de championnat face à l'IK Sirius. Il entre en jeu ce jour-là et son équipe s'impose sur le score de un but à zéro.
En août 2019, Armin Gigović prolonge son contrat avec son club formateur jusqu'en 2021. Ses prestations attirent l'intérêt de plusieurs clubs européens mais il déclare en mars 2020 qu'il souhaite pour le moment rester à Helsingborgs. Il est rapidement considéré comme l'un des plus grands espoirs du championnat suédois.

#### FK Rostov et prêts
Il rejoint le club russe du FK Rostov le 15 octobre 2020 en compagnie de son coéquipier Pontus Almqvist.
Le 28 mars 2022, Armin Gigović fait son retour au Helsingborgs IF sous la forme d'un prêt jusqu'en juin 2022.
Gigović est de nouveau prêté le 31 août 2022, cette fois-ci au Danemark, à l'Odense BK, jusqu'à la fin de l'année.

#### FC Midtjylland
Le 15 janvier 2023, Armin Gigović est prêté dans un autre club danois, le FC Midtjylland, jusqu'à la fin de la saison.
Il joue son premier match pour Midtjylland le 16 février 2023, lors d'une rencontre de Ligue Europa face au Sporting CP. Il est titularisé et les deux équipes se neutralisent (1-1 score final).
Le 4 juin 2023, Gigović voit son prêt au FC Midtjylland prolongé pour une saison supplémentaire.
Il remporte son premier titre en étant sacré Champion du Danemark en 2023-2024.
Le 28 mai 2024, le joueur annonce son départ du FC Midtjylland après un an et demi en prêt au club. Il aura joué 53 matchs et marqué un but au total.

#### Holstein Kiel
Lors de l'été 2024 Armin Gigović rejoint Holstein Kiel, tout juste promu en première division allemande. Le transfert est annoncé le 23 juillet 2024.
Gigović marque son premier but pour le club le 14 septembre 2024 face au Bayern Munich. Entré en jeu ce jour-là, il ne peut empêcher la défaite de son équipe par six buts à un.

#### BSC Young Boys
Le 12 août 2025, Armin Gigović prend la direction de la Suisse en signant en faveur du BSC Young Boys pour un contrat de quatre ans, soit jusqu'en juin 2029,.

### En sélection
Avec les moins de 17 ans, il participe au championnat d'Europe des moins de 17 ans en 2019. Lors de cette compétition organisée en Irlande, il joue trois matchs. Avec un bilan peu reluisant de trois défaites en autant de matchs, la Suède ne parvient pas à dépasser le premier tour. Par la suite, en septembre 2019, il inscrit un but lors d'un match amical contre la Norvège.
Il joue son premier match avec l'équipe de Suède espoirs le 9 octobre 2020, face au Luxembourg. Il entre en jeu à la place de Svante Ingelsson et son équipe s'impose par quatre buts à zéro.
Armin Gigović honore sa première sélection avec l'équipe nationale de Suède le 12 janvier 2023 contre l'Islande. Il est titularisé et son équipe l'emporte par deux buts à un,.

## Palmarès
FC Midtjylland
- Championnat du Danemark (1) :
  - Champion : 2023-2024.